# Gouania viridis
Gouania viridis là một loài thực vật có hoa trong họ Táo. Loài này được Brandegee mô tả khoa học đầu tiên năm 1919.